# گرینلند: مهاجرت
گرینلند: مهاجرت (به انگلیسی: Greenland: Migration) یک فیلم بقا، دلهره‌آور و پسا-آخرالزمانی آمریکایی آماده نمایش به کارگردانی ریک رومن وا، نویسندگی کریس اسپارلینگ و میچل لافورچون است. این فیلم دنباله‌ای بر فیلم گرینلند (۲۰۲۰) است و تخمین زده می‌شود که اوایل سال ۲۰۲۵ توسط لاینزگیت فیلمز منتشر شود.

## داستان
خانواده گاریتی که زنده مانده‌اند باید امنیت پناهگاه گرینلند را ترک کنند و برای یافتن یک خانه جدید، سفری خطرناک را در سراسر سرزمین‌های بایر نابود شده اروپا آغاز کنند.

## ساخت
فیلمبرداری در ۲۹ آوریل ۲۰۲۴ در بریتانیا و ایسلند آغاز شد. تصویربرداری اصلی در اوت ۲۰۲۴ به پایان رسید.